# Nueva Era
Nueva Era è una municipalità di quarta classe delle Filippine, situata nella Provincia di Ilocos Norte, nella Regione di Ilocos.
Nueva Era è formata da 11 baranggay:
- Acnam
- Barangobong
- Barikir
- Bugayong
- Cabittauran
- Caray
- Garnaden
- Naguillan (Pagpag-ong)
- Poblacion
- Santo Niño
- Uguis